# نومه
نومه (به لاتین: Nõmme) یکی از ناحیه‌های شهر تالین است.

## خصوصیات
نومه ۲۸٫۰ کیلومترمربع مساحت و ۳۹٬۵۶۴ نفر جمعیت دارد.

## نگارخانه

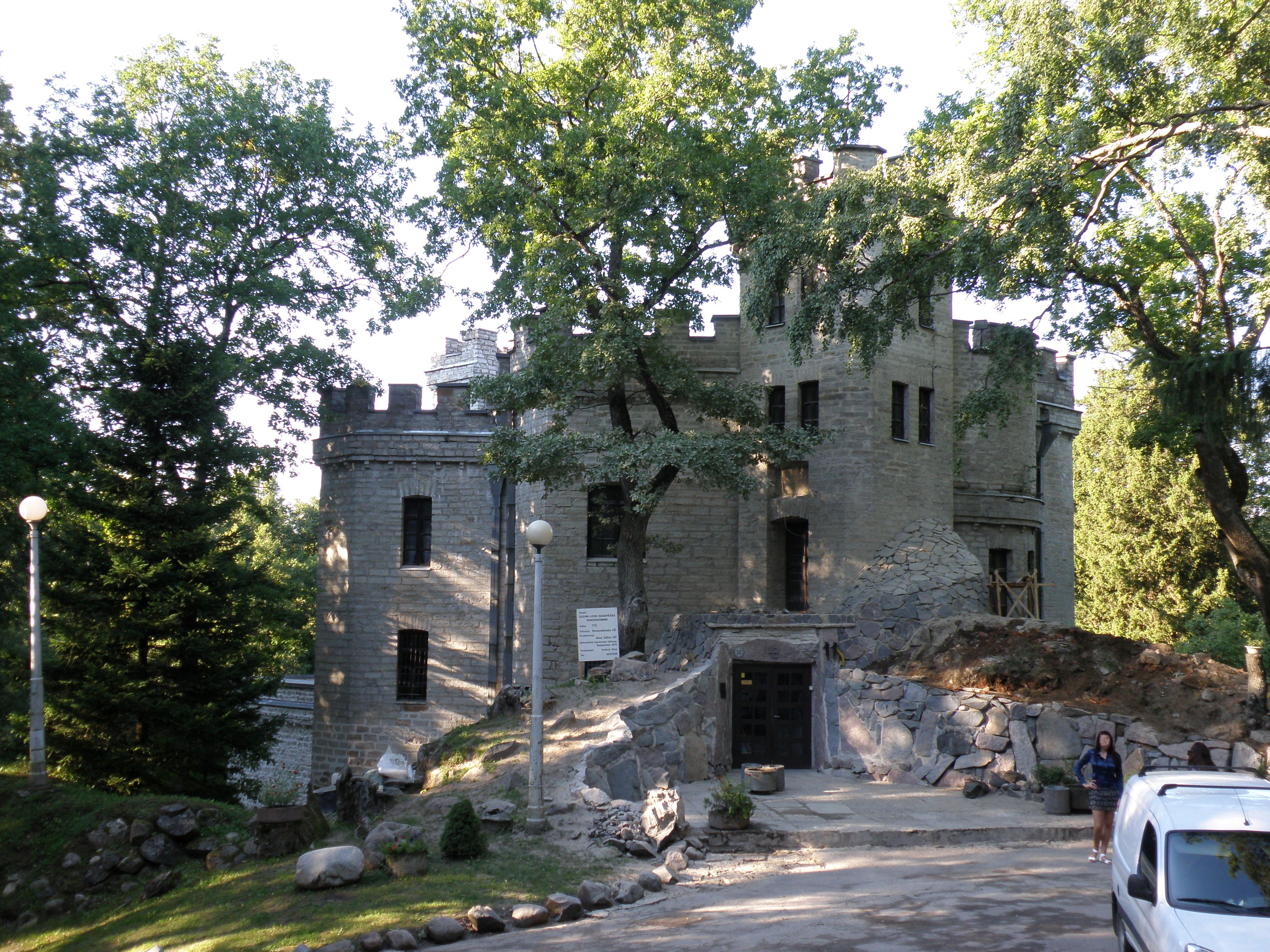
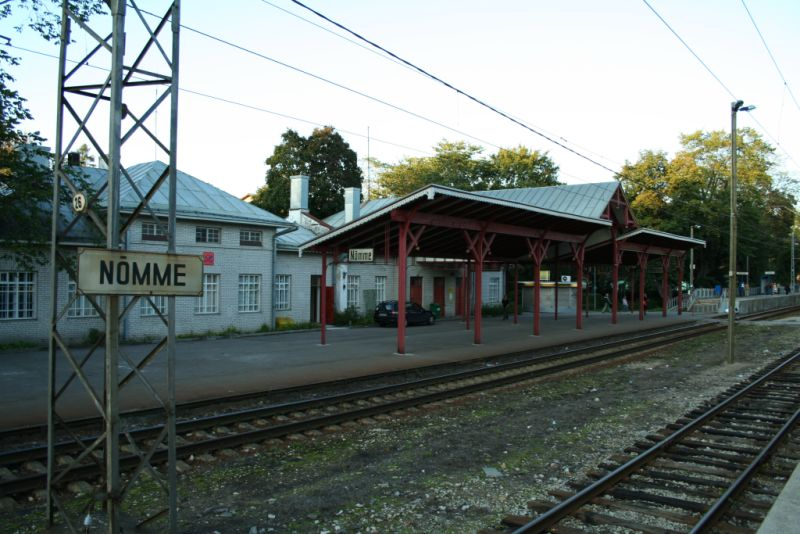
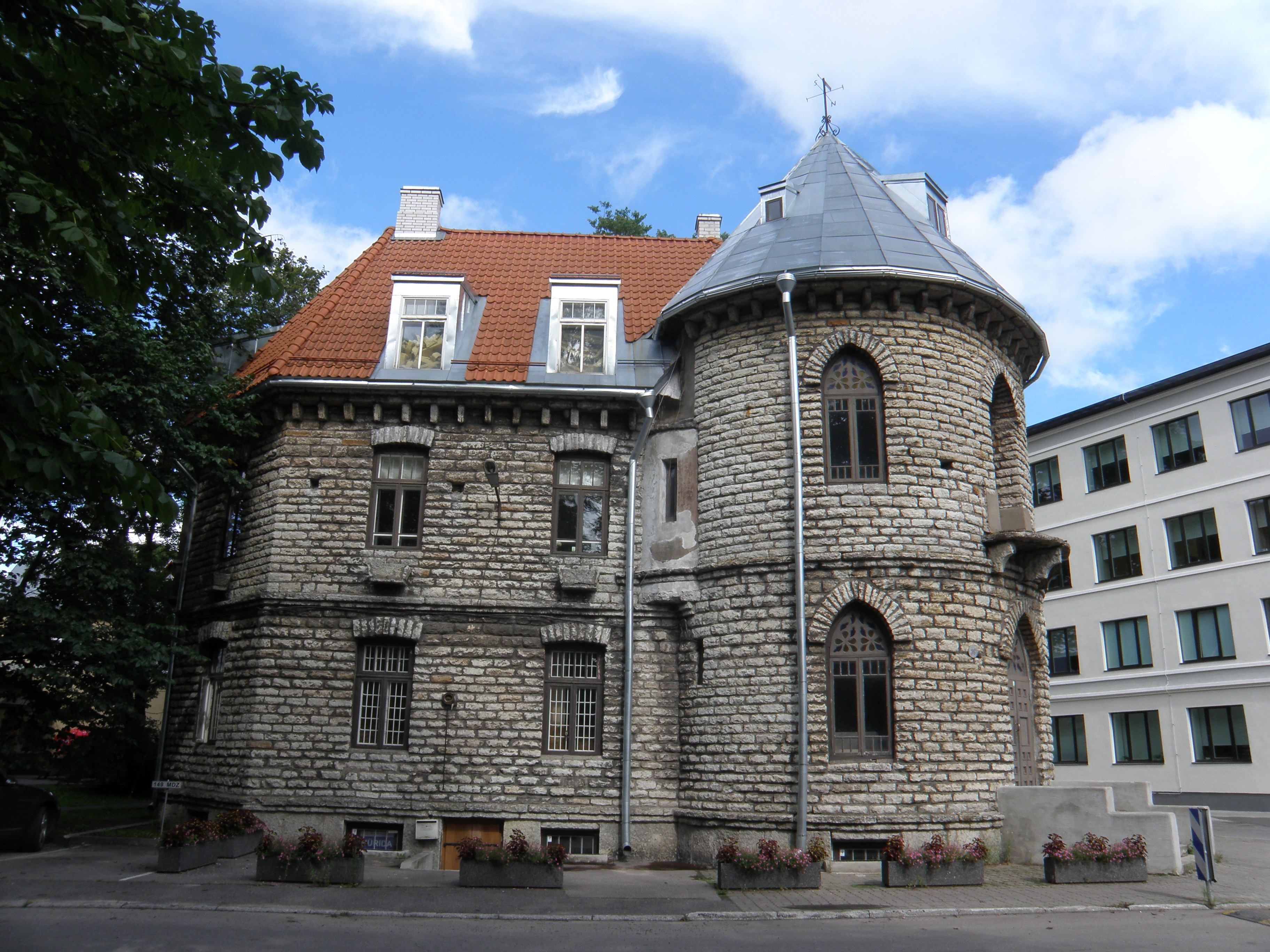
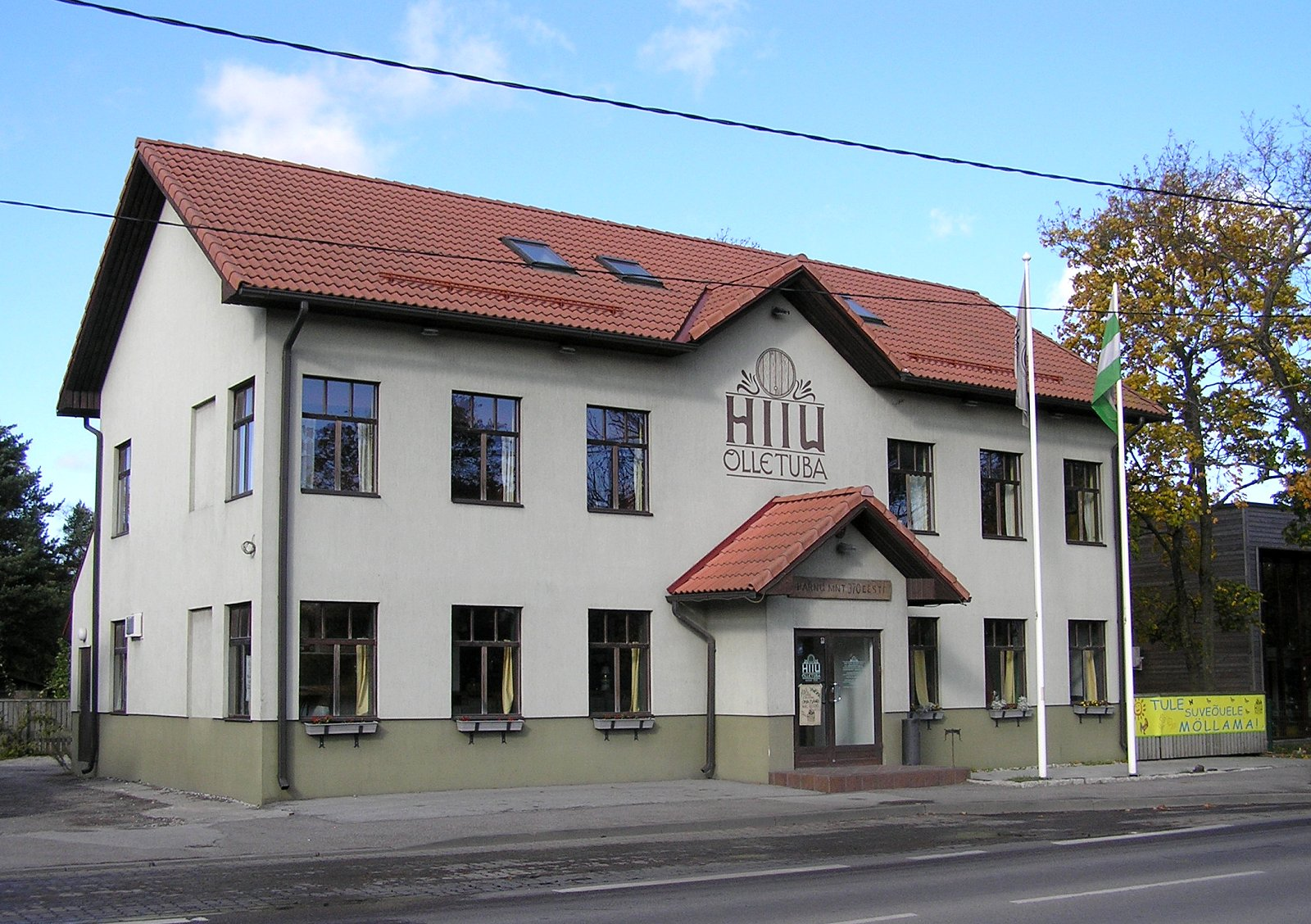
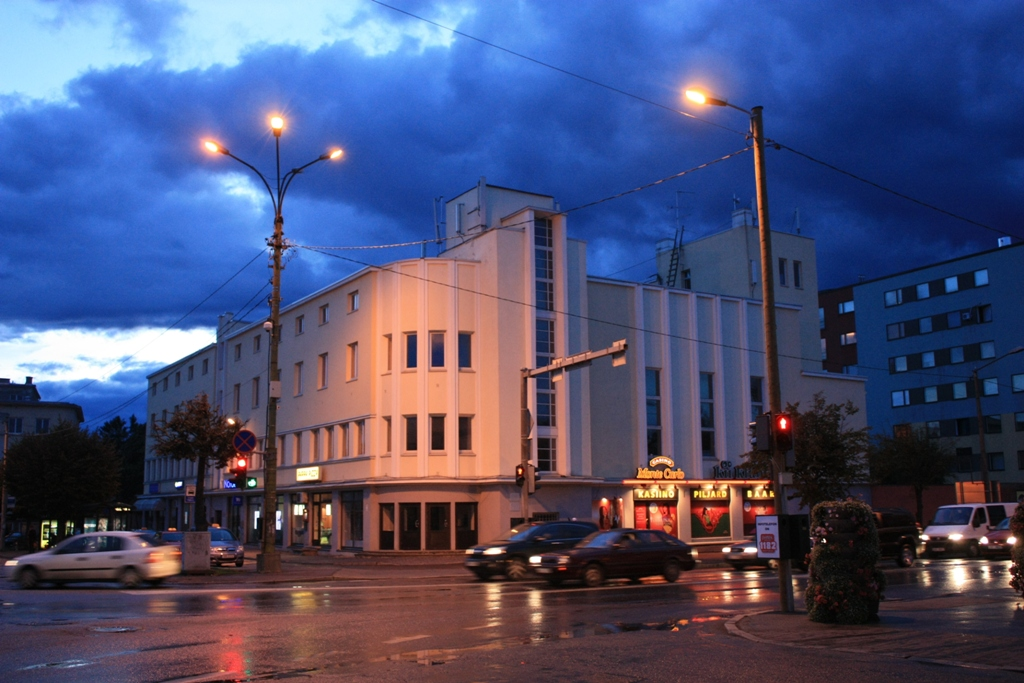
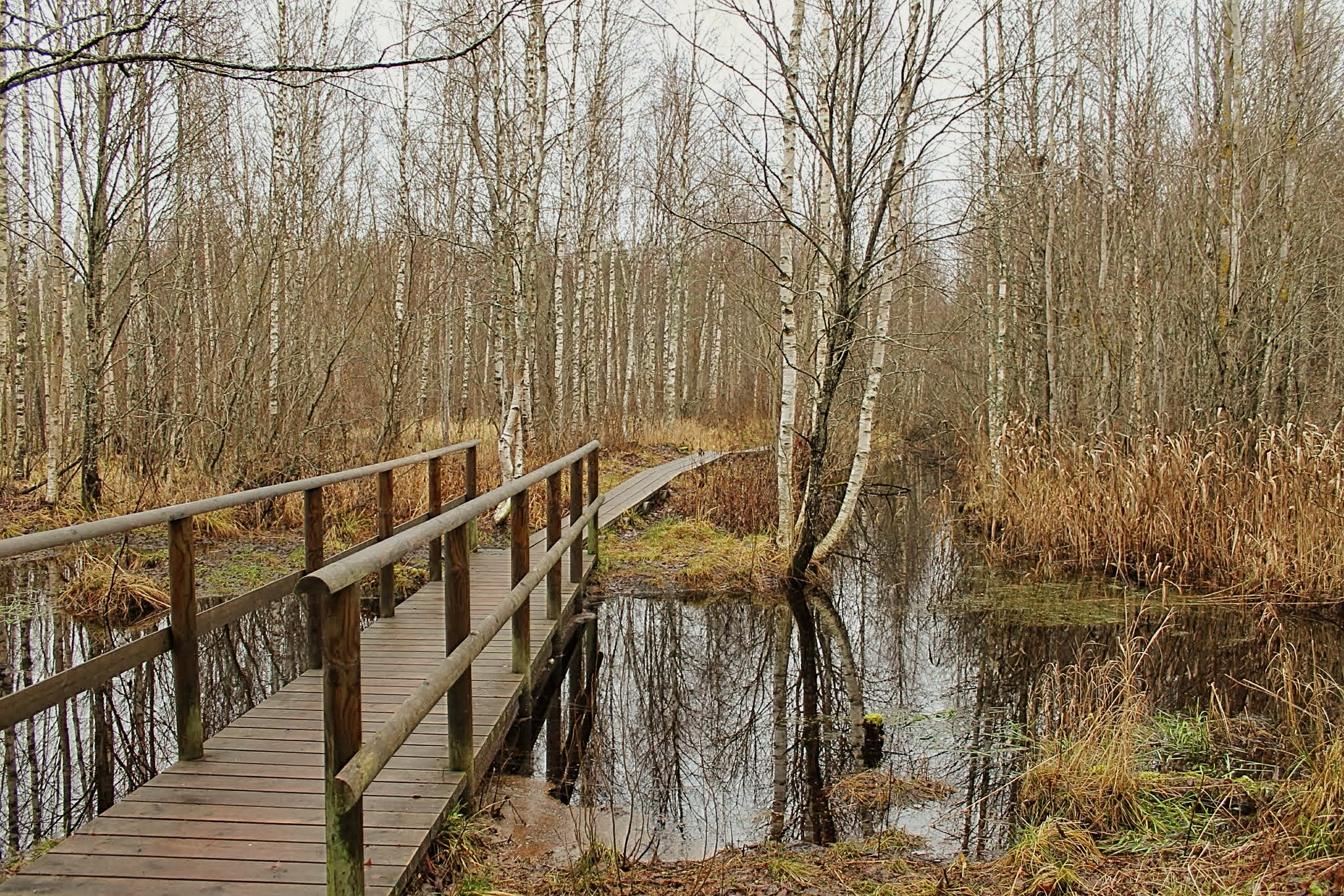